# 灌木八门孔虫
灌木八门孔虫（学名：Octopyle fruticosa）为门孔虫科八门孔虫属的动物。在中国，分布于南海等海域。